# グリム名作劇場
『グリム名作劇場』（グリムめいさくげきじょう）は、1987年10月21日から1988年3月30日までテレビ朝日系列局で放送されていたテレビアニメである。その後も1988年10月2日から1989年3月26日まで『新グリム名作劇場』と題して放送され続けた。いずれも朝日放送と日本アニメーションの共同製作。

## 概要
グリム兄弟の作品群をアニメ化して放送。『グリム名作劇場』『新グリム名作劇場』ともに、有名どころの作品を押さえつつも日本ではあまり知られていないマイナーな作品も放送するという、バラエティに富んだ構成を取っている。アニメ化するにあたり、少女妖精のキャラクターを狂言回しとしてレギュラー出演させている。
『新グリム名作劇場』へ改題リニューアルした際に、本編前半の終わりと後半の始めに妖精のアイキャッチが追加された。主題歌は『グリム名作劇場』『新グリム名作劇場』共通であるが、エンディングの映像が差し替えられた。次回予告も変更されており、『グリム名作劇場』時代にあった予告タイトルの表示が無くなってタイトルコールのみになった。
声の出演はいずれも堀江美都子が複数演じる回も多かった。

## 放送時間
いずれも日本標準時。
- 水曜 18:50 - 19:20 （グリム名作劇場）
- 日曜 10:00 - 10:30 （新グリム名作劇場）

## キャスト

### グリム名作劇場
共通
- 妖精&ナレーション（堀江美都子） - 主に物語のタイトルコール、冒頭ナレーション、予告ナレーションを担当。ほぼ毎回エンディングにクレジットあり。

第1話「ブレーメンの音楽隊」
- ろば（はせさん治）
- 猫（緒方賢一）
- 犬（八奈見乗児）
- おんどり（中尾隆聖）
- 盗賊の親分（加藤治）
- 子分（沢りつお）
- 粉ひきの親父（稲葉実）
- 粉ひきの女房（鳳芳野）

第2話「ヘンゼルとグレーテル」
- ヘンゼル（小山茉美）
- グレーテル（本多知恵子）
- 魔法使い（麻生美代子）
- 父（嶋俊介）
- まま母（北川智絵）

第3話「かえると王女（前編）」
- かえる（千葉繁）
- 王女（鷹森淑乃）
- ハイン・リッヒ（はせさん治）
- 兵隊（郷里大輔）

第4話「かえると王女（後編）」
- かえる（王子）（千葉繁）
- 王女（鷹森淑乃）
- 王様（神山卓三）
- 王妃（山口奈々）
- 兵隊A（郷里大輔）
- 兵隊B（塩屋浩三）
- 王女の姉（安達忍）
- 王女の姉（丸尾知子）

第5話「赤ずきん」
- 赤ずきん（堀江美都子）
- おおかみ（玄田哲章）
- おばあさん（沼波輝枝）
- おかあさん（川島千代子）
- 狩人（緒方賢一）
- 木こり（稲葉実）
- 村のおばさん（半谷きみえ）

第6話「金のがちょう」
- ハンス（島田敏）
- ハンスの父（稲葉実）
- ハンスの母（鈴木れい子）
- フランツ（塩屋浩三）
- 森のじいさん（槐柳二）
- 宿屋の娘（頓宮恭子）
- 宿屋の娘（江森浩子）
- 牧師（小野丈夫）
- 牧師の弟子（田中和実）
- 農夫（沢木郁也）
- 薬屋（沢りつお）
- 重臣（佐藤正治）
- 王女（堀江美都子）

第7話「長靴をはいた猫（前編）」
- 猫（永井一郎）
- 粉屋の息子（塩屋翼）
- 王様（神山卓三）
- 靴屋（緒方賢一）
- 料理店店主（稲葉実）
- 門番（山口健）

第8話「長靴をはいた猫（後編）」
- 長靴をはいた猫（永井一郎）
- 粉屋の三男（塩屋翼）
- 王様（神山卓三）
- お姫様（半谷きみえ）
- 魔王（池田勝）
- 農夫（稲葉実）
- 農夫（山口健）

第9話「ゆき白とばら紅」
- ゆき白（藤井佳代子）
- ばら紅（堀江美都子）
- あに王子（熊）（塩沢兼人）
- おとうと王子（飛田展男）
- おかあさん（花形恵子）
- ひげのおじいさん（永井一郎）

第10話「白雪姫 その1」
- 白雪姫（玉川砂記子）
- クラウス（佐々木望）
- おきさき（小宮和枝）
- 鏡（高島雅羅）
- ドリス（遠藤晴）
- 狩人（郷里大輔）
- 侍女（丸尾知子）

第11話「白雪姫 その2」
- 白雪姫（玉川砂記子）
- クラウス（佐々木望）
- おきさき（小宮和枝）
- 鏡（高島雅羅）
- 親方（永井一郎）
- 教授（宮内幸平）
- 長老（上田敏也）
- 御意見番（千葉繁）
- 変わり者（八奈見乗児）
- ヒョッコ（島田敏）
- ムキムキ（郷里大輔）

第12話「白雪姫 その3」
- 白雪姫（玉川砂記子）
- クラウス（佐々木望）
- おきさき（小宮和枝）
- 鏡（高島雅羅）
- 親方（永井一郎）
- 教授（宮内幸平）
- 長老（上田敏也）
- 御意見番（ガミガミ）（千葉繁）
- 変わり者（八奈見乗児）
- ヒョッコ（島田敏）
- ムキムキ（郷里大輔）

第13話「白雪姫 その4」
- 白雪姫（玉川砂記子）
- クラウス（佐々木望）
- おきさき（小宮和枝）
- 鏡（高島雅羅）
- 親方（永井一郎）
- 教授（宮内幸平）
- 長老（上田敏也）
- 御意見番（ガミガミ）（千葉繁）
- 変わり者（八奈見乗児）
- ヒョッコ（島田敏）
- ムキムキ（郷里大輔）

第14話「6人のごうけつ」
- 兵士（小川真司）
- 帽子男（緒方賢一）
- 力もち（島香裕）
- 狩人（千葉繁）
- 鼻息男（塩屋浩三）
- はや足男（山口健）
- 王様（神山卓三）
- 王女（重田千穂子）
- 重臣（稲葉実）
- 隊長（佐藤正治）
- 若者（菅原淳一）
- 農夫（沢木郁也）

第15話「命の水」
- 王様（宮内幸平）
- 弟王子（塩屋翼）
- 兄王子（塩屋浩三）
- 森の老人（永井一郎）
- 騎士（秋元羊介）
- 北風（稲葉実）
- 侍女（半谷きみえ）
- 悪魔（郷里大輔）
- 重臣（沢木郁也）
- お姫さま（堀江美都子）

第16話「青ひげ」
- 青ひげ（堀勝之祐）
- 娘（潘恵子）
- 長男（玄田哲章）
- 次男（塩屋浩三）
- 三男（菅原淳一）
- 従者（星野充昭）
- 侍女（丸尾知子）

第17話「ヨリンデとヨリンゲル」
- ヨリンデ（鶴ひろみ）
- ヨリンゲル（菊池正美）
- 魔女（麻生美代子）
- ハンナ（カーシャの母）（高島雅羅）
- 老人（佐藤正治）
- カーシャ（堀江美都子）

第18話「野ばら姫」
- 野ばら姫（堀江美都子）
- 王様（緒方賢一）
- お妃（坪井章子）
- 王子（堀秀行）
- 魔女（小宮和枝）
- 魔女（鈴木れい子）
- 魔女（片岡富枝）
- 重臣（キートン山田）
- 豪傑（稲葉実）
- 魔女たち（上村典子）
- 魔女たち（半谷きみえ）
- 魔女たち（丸尾知子）
- 使者（戸谷公次）

第19話「ズルダンじいさん」
- ズルダンじいさん（八奈見乗児）
- おおかみ（おおかみじいさん）（永井一郎）
- 猫（猫ばあさん）（青木和代）
- いのぶた（山下啓介）
- 農夫（塩屋浩三）
- その妻（農夫の妻）（峰あつ子）

第20話「つぐみのひげの王さま」
- エリナ姫（島本須美）
- 音楽師（つぐみのひげの王さま）（野島昭生）
- 王様（阪脩）
- フランツ王（戸谷公次）
- ターナ王（塩屋浩三）
- コック（稲葉実）
- 老婆（鳳芳野）
- 給仕（田中和実）

第21話「悪魔と大魔王」
- 脱走兵（頓宮恭子）
- 脱走兵（島田敏）
- 脱走兵（塩屋浩三）
- 悪魔（玄田哲章）
- 大魔王（飯塚昭三）
- 死神（龍田直樹）
- 隊長（稲葉実）
- 悪魔（岸野幸正）
- 悪魔（小林通孝）

第22話「踊りぬいてボロボロになる靴」
- 長女（藤井佳代子）
- 次女（富沢美智恵）
- 三女（堀江美都子）
- 王様（宮内幸平）
- 兵隊（井上和彦）
- 他国の王子（山下啓介）
- 悪魔（塩屋浩三）
- 悪魔（江原正士）
- 町の女（丸尾知子）
- 街の男（小林通孝）

第23話「シンデレラ（前編）」
- 灰かぶり（シンデレラ）（堀江美都子）
- 王子（菊池正美）
- 王様（永井一郎）
- 王妃（斉藤昌）
- 母親（中島喜美栄）
- 姉娘（丸尾知子）
- 妹娘（頓宮恭子）
- 侍従（滝雅也）
- 鳩の夫（塩屋浩三）
- 夫人（鳩）（安達忍）
- 衛兵（星野充昭）

第24話「シンデレラ（後編）」
- 灰かぶり（シンデレラ）（堀江美都子）
- 王子（菊池正美）
- 王様（永井一郎）
- 王妃（斉藤昌）
- 母親（中島喜美栄）
- 姉娘（丸尾知子）
- 妹娘（頓宮恭子）
- 侍従（滝雅也）
- 鳩の夫（塩屋浩三）
- その妻（鳩）（安達忍）
- 男（木こり）（星野充昭）

### 新グリム名作劇場
共通
- 妖精&ナレーション（堀江美都子）

第1話（第25話）「水晶の玉」
- 三男（塩屋翼）
- 魔法使い（鷲尾真知子）
- 長男（小野健一）
- 次男（塩屋浩三）
- 野牛魔人（郷里大輔）
- 王女（堀江美都子）

第2話（第26話）「おくさま狐のご婚礼」
- 奥様狐（滝沢久美子）
- 古狐（玄田哲章）
- 悪魔（千葉繁）
- ハンク（一本尾の狐）（塩屋浩三）
- 二本尾の狐（山寺宏一）
- 三本尾の狐（星野充昭）
- 四本尾の狐（稲葉実）
- リリー（堀江美都子）

第3話（第27話）「夏の庭と冬の庭の話」
- マリア（堀江美都子）
- 怪物（郷里大輔）
- 王子（塩沢兼人）
- 父親（阪脩）
- ハンナ（勝生真沙子）
- ヘレン（吉田美保）
- 花屋（中村大樹）

第4話（第28話）「キャベツろば」
- 娘（堀江美都子）
- 狩人（塩屋翼）
- 魔女（山田礼子）
- 老人（キートン山田）
- 粉ひき（佐藤正治）

第5話（第29話）「ラプンツェル」
- ラプンツェル（堀江美都子）
- 王子（森功至）
- 魔女（麻生美代子）
- 鍜治屋（ラプンツェルの父）（大塚芳忠）
- その妻（ラプンツェルの母）（高島雅羅）
- 少年（ラプンツェルと王子の子供）（林原めぐみ）
- 婦人（上村典子）

第6話（第30話）「森のなかのばあさん」
- 娘（堀江美都子）
- 王子（木菟）（古川登志夫）
- 魔女（丸山裕子）
- 婦人（青羽美代子）
- 盗賊A（西村知道）
- 盗賊B（沢木郁也）
- 盗賊C（星野充昭）
- 盗賊D（小林通孝）

第7話（第31話）「どまんじゅう」
- 小作人（伊沢弘）
- 地主（神山卓三）
- 悪魔（蝙蝠）（青野武）
- 兵隊（大塚芳忠）
- 小作人の女房（川島千代子）
- 神父（岡和男）
- 子供（小作人の子供）（柴田由美子）
- 子供（小作人の子供）（半谷きみえ）

第8話（第32話）「狼と狐」
- 狼（永井一郎）
- 狐（塩屋翼）
- 鹿（喜多川拓郎）
- アヒルの母親（峰あつ子）
- アヒルの子供（萩森侚子）
- 主婦（上村典子）
- 農夫（堀之紀）

第9話（第33話）「ホレのおばさん」
- ヒルデガルド（堀江美都子）
- ホレのおばさん（山口奈々）
- 継母（鳳芳野）
- イレーネ（重田千穂子）
- おんどり（緒方賢一）
- めんどり（安達忍）
- うさぎ（大塚芳忠）

第10話（第34話）「六羽の白鳥」
- 魔女（藤田淑子）
- 末娘（堀江美都子）
- 王子（堀秀行）
- 王様（石塚運昇）
- 魔女の母（上村典子）
- 長男（山寺宏一）
- 次男（竹村拓）
- 三男（菊池正美）
- 四男（難波圭一）
- 六男（林原めぐみ）
- 子供（堀之紀）
- 子供（小林通孝）
- 子供（稲葉実）

第11話（第35話）「千びき皮」
- 王女（千びき皮）（堀江美都子）
- 王子（速水奨）
- 王様（阪脩）
- 料理番（コック長）（郷里大輔）
- 重臣（滝雅也）
- 家来（緒方賢一）
- 兵隊（小林通孝）
- 子供（萩森侚子）
- 子供（音羽美代子）

第12話（第36話）「姉と弟」
- ローザ（山本百合子）
- ルドルフ（田中真弓）
- 王様（田中秀幸）
- 魔女（山田礼子）
- 家来（佐藤正治）
- 乳母（峰あつ子）
- 兵隊（中村大樹）

第13話（第37話）「名人四人兄弟」
- 父親（永井一郎）
- 長男（大塚芳忠）
- 次男（吉村よう）
- 三男（桜井敏治）
- 四男（菊池正美）
- 王様（緒方賢一）
- 騎士（平野正人）
- 王女（堀江美都子）

第14話（第38話）「ガラス瓶の中の化け物」
- 木こり（宮内幸平）
- その息子（木こりの息子）（塩屋翼）
- 化け物（緒方賢一）
- 飾り屋の親父（戸谷公次）
- 父親（大塚芳忠）
- 母親（上村典子）
- 子供（萩森侚子）

第15話（第39話）「鉄のストーブ」
- 王女（堀江美都子）
- 王様（宮内幸平）
- 魔女（本多知恵子）
- 王子（ストーブ）（堀秀行）
- 蛙A（緒方賢一）
- 蛙B（キートン山田）
- 兵士A（平野正人）
- 兵士B（稲葉実）
- 娘（佐藤智恵）

第16話（第40話）「熊の皮をきた男」
- ヨハン（島田敏）
- 悪魔（青野武）
- 父親（三姉妹の父親）（緒方賢一）
- ジゼラ（三姉妹の長女）（重田千穂子）
- テトラ（三姉妹の次女）（川島千代子）
- 宿の亭主（小林通孝）
- 男の子（折笠愛）
- 主婦（上村典子）
- クリスチーネ（三姉妹の三女）（堀江美都子） - アニメ本編では「クリスチーヌ」と発音されている。

第17話（第41話）「兎とはりねずみ」
- ハリネズミ（中尾隆聖）
- その女房（ハリネズミの女房）（上村典子）
- その息子（ハリネズミの息子）（坂本千夏）
- 兎（塩屋浩三）
- 狐（龍田直樹）
- ヘルムートじいさん（八奈見乗児）
- 子供A（林原めぐみ）
- 子供B（萩森侚子）

第18話（第42話）「鉄のハンス」
- 王子（藤田淑子）
- ハンス（銀河万丈）
- 王様（緒方賢一）
- 王女（山口奈々）
- 農夫（喜多川拓郎）
- 親方（稲葉実）
- コック（平野正人）
- 男（星野充昭）
- 姫（堀江美都子）

第19話（第43話）「勇敢でチビの仕立て屋」
- 仕立屋（塩屋翼）
- 王様（神山卓三）
- 姫（頓宮恭子）
- 将軍A（沢木郁也）
- 将軍B（緒方賢一）
- 巨人（郷里大輔）
- 兵隊A（キートン山田）
- 兵隊B（鈴木勝美）
- 兵隊C（高宮俊介）

第20話（第44話）「みそさざいと熊」
- みそさざい（若本規夫）
- 熊（増岡弘）
- 狐（千葉繁）
- 狼（緒方賢一）
- カラス（吉村よう）
- 老婆と一緒にいる女の子､ヒナA（林原めぐみ）
- ヒナC（萩森侚子）
- 蚊（平野正人）
- 蜂（星野充昭）
- 老婆（上村典子）
- ヒナB（堀江美都子）

第21話（第45話）「妖精の名前」
- 妖精（ルンペルシュチュルヘン）（永井一郎）
- ヘルガ（鶴ひろみ）
- 王様（小杉十郎太）
- 父親（滝雅也）
- 重臣（稲葉実）
- 男A（平野正人）
- 男B（小林通孝）

第22話（第46話）「池に住む水の魔女」
- 狩人（島田敏）
- 水の妖精（吉田理保子）
- 老婆（山口奈々）
- 粉ひき（キートン山田）
- その妻（粉ひきの妻）（上村典子）
- その息子（粉ひきの息子）（萩森侚子）
- 地主（星野充昭）
- 狩人の妻（堀江美都子）

第23話（第47話）「死神の名づけ親」
- 死神（大塚周夫）
- 医者（井上和彦）
- 王様（宮内幸平）
- 神様（緒方賢一）
- 農夫（名取幸政）
- 重臣（喜多川拓郎）
- 執事（平野正人）
- 女房（高島雅羅）
- 駆者（小林通孝）
- 母親（上村典子）
- 子供（伊藤美紀）

## スタッフ
- 原作 - グリム兄弟
- 製作 - 本橋浩一
- プロデューサー - 鍋島進二（朝日放送）、松土隆二
- 音楽 - 島津秀雄
- 録音監督 - 藤野貞義
- 撮影監督 - 森田俊昭（トランス・アーツ）
- 企画 - 佐藤昭司
- 編集 - 笠原義宏、名取信一、中村誠人、上遠野英俊
- 制作 - 朝日放送、日本アニメーション

## 主題歌
前述の通り、主題歌は『グリム名作劇場』『新グリム名作劇場』共通。エンディングの映像のみが異なる。
オープニングテーマ - 「虹の橋」
作詞 - 山上路夫 / 作曲 - 森田公一 / 編曲 - 青木望 / 歌 - 橋本潮
エンディングテーマ - 「私の町はメリー・ゴーランド」
作詞 - 山上路夫 / 作曲 - 森田公一 / 編曲 - 青木望 / 歌 - 橋本潮、森の木児童合唱団

## 各話リスト
| 話数             | 放映日          | サブタイトル               | 脚本           | 絵コンテ       | 演出           | 作画監督          |
| グリム名作劇場   | グリム名作劇場  | グリム名作劇場             | グリム名作劇場 | グリム名作劇場 | グリム名作劇場 | グリム名作劇場    |
| ---------------- | --------------- | -------------------------- | -------------- | -------------- | -------------- | ----------------- |
| 1                | 1987年 10月21日 | ブレーメンの音楽隊         | 藤一二三       | 小金井良一     | 斉藤博         | 石井秀一          |
| 2                | 10月28日        | ヘンゼルとグレーテル       | 山本優         | 鈴木孝義       | 鈴木孝義       | 加藤興治          |
| 3                | 11月4日         | かえると王女（前編）       | 藤一二三       | 小金井良一     | 斉藤博         | 石川哲也 加藤興治 |
| 4                | 11月11日        | かえると王女（後編）       | 藤一二三       | 小金井良一     | 斉藤博         | 石井秀一          |
| 5                | 11月18日        | 赤ずきん                   | 藤本信行       | 斉藤次郎       | 斉藤次郎       | 武内啓            |
| 6                | 11月25日        | 金のがちょう               | 藤本信行       | 大町繁         | 大町繁         | 石之博和          |
| 7                | 12月2日         | 長靴をはいた猫（前編）     | 藤一二三       | 小金井良一     | 斉藤博         | 石川哲也          |
| 8                | 12月9日         | 長靴をはいた猫（後編）     | 藤一二三       | 小金井良一     | 斉藤博         | 加藤興治          |
| 9                | 12月16日        | ゆき白とばら紅             | 山本優         | 鈴木孝義       | 鈴木孝義       | 武内啓            |
| 10               | 12月23日        | 白雪姫 その1               | 藤一二三       | 小金井良一     | 斉藤博         | 石川哲也          |
| 11               | 12月30日        | 白雪姫 その2               | 藤一二三       | 小金井良一     | 斉藤博         | 石井秀一 大城勝   |
| 12               | 1988年 1月6日   | 白雪姫 その3               | 藤一二三       | 小金井良一     | 斉藤博         | 加藤興治          |
| 13               | 1月13日         | 白雪姫 その4               | 藤一二三       | 小金井良一     | 斉藤博         | 石川哲也          |
| 14               | 1月20日         | 6人のごうけつ              | 山本優         | 大町繁         | 大町繁         | 石之博和          |
| 15               | 1月27日         | 命の水                     | 藤本信行       | 斉藤次郎       | 斉藤次郎       | 石井秀一 大城勝   |
| 16               | 2月3日          | 青ひげ                     | 藤本信行       | 鈴木孝義       | 鈴木孝義       | 武内啓            |
| 17               | 2月10日         | ヨリンデとヨリンゲル       | 藤本信行       | 斉藤次郎       | 斉藤次郎       | 加藤興治          |
| 18               | 2月17日         | いばら姫                   | 藤本信行       | 横田和善       | 横田和善       | 石川哲也          |
| 19               | 2月24日         | ズルタンじいさん           | 藤一二三       | 小金井良一     | 斉藤博         | 大城勝            |
| 20               | 3月2日          | つぐみのひげの王さま       | 藤本信行       | 鈴木孝義       | 鈴木孝義       | 武内啓            |
| 21               | 3月9日          | 悪魔と大魔王               | 山本優         | 斉藤次郎       | 斉藤次郎       | 加藤興治          |
| 22               | 3月16日         | 踊りぬいてボロボロになる靴 | 藤本信行       | 大町繁         | 大町繁         | 石之博和          |
| 23               | 3月23日         | シンデレラ（前編）         | 藤一二三       | 小金井良一     | 斉藤博         | 石井秀一          |
| 24               | 3月30日         | シンデレラ（後編）         | 藤一二三       | 小金井良一     | 斉藤博         | 大城勝            |
| 新グリム名作劇場 |                 |                            |                |                |                |                   |
| 1 (25)           | 1988年 10月2日  | 水晶の玉                   | 山本優         | 小金井良一     | 斉藤博         | 大城勝            |
| 2 (26)           | 10月9日         | おくさま狐のご婚礼         | 藤本信行       | 鈴木孝義       | 鈴木孝義       | 武内啓            |
| 3 (27)           | 10月16日        | 夏の庭と冬の庭の話         | 藤本信行       | 鈴木孝義       | 鈴木孝義       | 武内啓            |
| 4 (28)           | 10月23日        | キャベツろば               | 藤本信行       | 黒川文男       | 黒川文男       | 石川哲也          |
| 5 (29)           | 10月30日        | ラプンツェル               | 宮崎晃         | 酒田明雄       | 花井信也       | 石井秀一          |
| 6 (30)           | 11月13日        | 森のなかのばあさん         | 藤本信行       | 横田和善       | 横田和善       | 武内啓 菊池晃     |
| 7 (31)           | 11月20日        | どまんじゅう               | 藤本信行       | 鈴木孝義       | 鈴木孝義       | 古田詔治          |
| 8 (32)           | 11月27日        | 狼と狐                     | 宮崎晃         | 黒川文男       | 黒川文男       | 石井秀一          |
| 9 (33)           | 12月4日         | ホレのおばさん             | 宮崎晃         | 酒田明雄       | 花井信也       | 石黒育            |
| 10 (34)          | 12月11日        | 六羽の白鳥                 | 藤本信行       | 横田和善       | 横田和善       | 菊池晃            |
| 11 (35)          | 12月18日        | 千びき皮                   | 藤本信行       | 鈴木孝義       | 鈴木孝義       | 石井秀一          |
| 12 (36)          | 12月25日        | 姉と弟                     | 宮崎晃         | 黒川文男       | 黒川文男       | 古田詔治          |
| 13 (37)          | 1989年 1月15日  | 名人四人兄弟               | 山本優         | 花井信也       | 花井信也       | 石黒育            |
| 14 (38)          | 1月22日         | ガラス瓶の中の化け物       | 藤本信行       | 横田和善       | 横田和善       | 菊池晃            |
| 15 (39)          | 1月29日         | 鉄のストーブ               | 藤本信行       | 鈴木孝義       | 鈴木孝義       | 大城勝            |
| 16 (40)          | 2月5日          | 熊の皮をきた男             | 宮崎晃         | 楠葉宏三       | 黒川文男       | 古田詔治          |
| 17 (41)          | 2月12日         | 兎とはりねずみ             | 宮崎晃         | 酒田明雄       | 花井信也       | 石黒育            |
| 18 (42)          | 2月19日         | 鉄のハンス                 | 藤本信行       | 横田和善       | 横田和善       | 菊池晃            |
| 19 (43)          | 2月26日         | 勇敢なチビの仕立て屋       | 藤本信行       | 酒田明雄       | 鈴木孝義       | 大城勝            |
| 20 (44)          | 3月5日          | みそさざいと熊             | 宮崎晃         | 黒川文男       | 黒川文男       | 古田詔治          |
| 21 (45)          | 3月12日         | 妖精の名前                 | 宮崎晃         | 花井信也       | 花井信也       | 石黒育            |
| 22 (46)          | 3月19日         | 池に住む水の魔女           | 藤本信行       | 横田和善       | 横田和善       | 菊池晃            |
| 23 (47)          | 3月26日         | 死神の名づけ親             | 藤本信行       | 鈴木孝義       | 鈴木孝義       | 大城勝            |

## 放送局
※放送日時は、『グリム名作劇場』については1988年2月中旬 - 3月上旬時点（秋田放送については本放送終了後に放映された日時）、『新グリム名作劇場』については1989年3月終了時点、放送系列は放送当時のものとする。
| 放送地域         | 放送局             | 放送系列                      | 放送日時                | 備考                                  |
| グリム名作劇場   | グリム名作劇場     | グリム名作劇場                | グリム名作劇場          | グリム名作劇場                        |
| ---------------- | ------------------ | ----------------------------- | ----------------------- | ------------------------------------- |
| 近畿広域圏       | 朝日放送           | テレビ朝日系列                | 水曜 18:50 - 19:20      | 制作局、現・朝日放送テレビ。          |
| 北海道           | 北海道テレビ       | テレビ朝日系列                | 水曜 18:50 - 19:20      |                                       |
| 宮城県           | 東日本放送         | テレビ朝日系列                | 水曜 18:50 - 19:20      |                                       |
| 福島県           | 福島放送           | テレビ朝日系列                | 水曜 18:50 - 19:20      |                                       |
| 関東広域圏       | テレビ朝日         | テレビ朝日系列                | 水曜 18:50 - 19:20      |                                       |
| 新潟県           | 新潟テレビ21       | テレビ朝日系列                | 水曜 18:50 - 19:20      |                                       |
| 長野県           | テレビ信州         | 日本テレビ系列 テレビ朝日系列 | 水曜 18:50 - 19:20      |                                       |
| 静岡県           | 静岡けんみんテレビ | テレビ朝日系列                | 水曜 18:50 - 19:20      | 現・静岡朝日テレビ。                  |
| 中京広域圏       | 名古屋テレビ       | テレビ朝日系列                | 水曜 18:50 - 19:20      |                                       |
| 香川県・岡山県   | 瀬戸内海放送       | テレビ朝日系列                | 水曜 18:50 - 19:20      |                                       |
| 福岡県           | 九州朝日放送       | テレビ朝日系列                | 水曜 18:50 - 19:20      |                                       |
| 鹿児島県         | 鹿児島放送         | テレビ朝日系列                | 水曜 18:50 - 19:20      |                                       |
| 秋田県           | 秋田放送           | 日本テレビ系列                | 月曜 - 金曜 5:57 - 6:27 | 本放送終了後、1990 - 1991年頃に放映。 |
| 広島県           | 広島ホームテレビ   | テレビ朝日系列                | 木曜 18:50 - 19:20      |                                       |
| 熊本県           | テレビ熊本         | フジテレビ系列 テレビ朝日系列 | 土曜 18:30 - 19:00      |                                       |
| 新グリム名作劇場 |                    |                               |                         |                                       |
| 近畿広域圏       | 朝日放送           | テレビ朝日系列                | 日曜 10:00 - 10:30      | 制作局、現・朝日放送テレビ。          |
| 北海道           | 北海道テレビ       | テレビ朝日系列                | 日曜 10:00 - 10:30      |                                       |
| 宮城県           | 東日本放送         | テレビ朝日系列                | 日曜 10:00 - 10:30      |                                       |
| 福島県           | 福島放送           | テレビ朝日系列                | 日曜 10:00 - 10:30      |                                       |
| 関東広域圏       | テレビ朝日         | テレビ朝日系列                | 日曜 10:00 - 10:30      |                                       |
| 新潟県           | 新潟テレビ21       | テレビ朝日系列                | 日曜 10:00 - 10:30      |                                       |
| 長野県           | テレビ信州         | 日本テレビ系列 テレビ朝日系列 | 日曜 10:00 - 10:30      |                                       |
| 静岡県           | 静岡けんみんテレビ | テレビ朝日系列                | 日曜 10:00 - 10:30      | 現・静岡朝日テレビ。                  |
| 中京広域圏       | 名古屋テレビ       | テレビ朝日系列                | 日曜 10:00 - 10:30      |                                       |
| 広島県           | 広島ホームテレビ   | テレビ朝日系列                | 日曜 10:00 - 10:30      |                                       |
| 香川県・岡山県   | 瀬戸内海放送       | テレビ朝日系列                | 日曜 10:00 - 10:30      |                                       |
| 福岡県           | 九州朝日放送       | テレビ朝日系列                | 日曜 10:00 - 10:30      |                                       |
| 鹿児島県         | 鹿児島放送         | テレビ朝日系列                | 日曜 10:00 - 10:30      |                                       |
| 秋田県           | 秋田放送           | 日本テレビ系列                | 月曜 - 金曜 5:57 - 6:27 | 本放送終了後、1990 - 1991年頃に放映。 |
| 熊本県           | テレビ熊本         | フジテレビ系列 テレビ朝日系列 | 水曜 16:30 - 17:00      |                                       |

## ネット配信
2021年2月1日から、YouTubeの「日本アニメーション・シアター」より『グリム名作劇場』全24話が期間限定で無料配信されている。